# Herriko Plaza
Herriko Plaza es una entidad de población española del municipio de Castillo y Elejabeitia, perteneciente a la provincia de Vizcaya, en la comunidad autónoma del País Vasco. En 2022, la entidad singular de población tenía empadronados 470 habitantes y el núcleo de población, los mismos.